# Scottie Barnes
Scott Wayne Barnes Jr. (West Palm Beach, 1 augustus 2001) is een Amerikaans basketballer.

## Carrière
Barnes speelde collegebasketbal voor de Florida State Seminoles van 2020 tot 2021. In 2021 stelde hij zich kandidaat voor de NBA draft waarin hij in de eerste ronde als vierde werd gekozen door de Toronto Raptors. Hij speelde in de NBA Summer League van 2021 zijn eerste minuten voor de Raptors. In het reguliere seizoen speelde hij 74 wedstrijden als starter waarin hij goed was voor een gemiddelde van 15,3 punten, 7,2 rebounds en 3,5 assists per wedstrijd. Hij werd na het seizoen verkozen tot NBA All-Rookie First Team en werd verkozen tot NBA Rookie of the Year. Barnes was de derde Raptor in de geschiedenis van de NBA die als beste rookie werd verkozen, na Damon Stoudamire in 1996 Vince Carter in 1999. In de eerste ronde van de playoffs van zijn debuutseizoen verloor Barnes met de Raptors met 4-2 van de Philadelphia 76ers.
In 2024 werd Barnes voor een eerste keer tot NBA All-Star verkozen.

## Erelijst
- NBA Rookie of the Year: 2022
- NBA All-Rookie First Team: 2022
- NBA All-Star: 2024

## Statistieken

### Regulier seizoen
| Seizoen      | Team            | WG  | WS  | MPW  | 2P%  | 3P%  | FW%  | RPW | APW | SPW | BPW | PPW  |
| ------------ | --------------- | --- | --- | ---- | ---- | ---- | ---- | --- | --- | --- | --- | ---- |
| 2021/22      | Toronto Raptors | 74  | 74  | 35,4 | 49,2 | 30,1 | 73,5 | 7,5 | 3,5 | 1,1 | 0,7 | 15,3 |
| 2022/23      | Toronto Raptors | 77  | 76  | 34,8 | 45,6 | 28,1 | 77,2 | 6,7 | 4,8 | 1,1 | 0,8 | 15,3 |
| 2023/24      | Toronto Raptors | 60  | 60  | 34,9 | 47,5 | 34,1 | 78,1 | 8,2 | 6,1 | 1,3 | 1,5 | 19,9 |
| Carrière     | Carrière        | 211 | 210 | 35,0 | 47,4 | 31,1 | 76,4 | 7,4 | 4,7 | 1,1 | 1,0 | 16,6 |
| NBA All-Star | NBA All-Star    | 1   | 0   | 17,7 | 70,0 | 40,0 | —    | 8,0 | 3,0 | 1,0 | 0,0 | 16,0 |

### Play-in
| Seizoen  | Team            | WG | WS | MPW  | 2P%  | 3P%  | FW%  | RPW  | APW | SPW | BPW | PPW  |
| -------- | --------------- | -- | -- | ---- | ---- | ---- | ---- | ---- | --- | --- | --- | ---- |
| 2022/23  | Toronto Raptors | 1  | 1  | 40,5 | 53,8 | 50,0 | 57,1 | 10,0 | 2,0 | 2,0 | 1,0 | 19,0 |
| Carrière | Carrière        | 1  | 1  | 40,5 | 53,8 | 50,0 | 57,1 | 10,0 | 2,0 | 2,0 | 1,0 | 19,0 |

### Play-offs
| Seizoen  | Team            | WG | WS | MPW  | 2P%  | 3P%  | FW%  | RPW | APW | SPW | BPW | PPW  |
| -------- | --------------- | -- | -- | ---- | ---- | ---- | ---- | --- | --- | --- | --- | ---- |
| 2021/22  | Toronto Raptors | 4  | 3  | 33,3 | 42,9 | 16,7 | 81,3 | 9,0 | 4,3 | 1,0 | 0,3 | 12,8 |
| Carrière | Carrière        | 4  | 3  | 33,3 | 42,9 | 16,7 | 81,3 | 9,0 | 4,3 | 1,0 | 0,3 | 12,8 |